# Телеоптик (фабрика)
Телеоптик је фабрика из Земуна основана 1922. године и била је прва југословенска фабрика за телефонију, оптику и прецизну механику. Радила је до 2007. године када је проглашен стечај.

## Историјат

### Међуратни период
Србија је у Првом светском рату претпрела велика разарања, па је један од најважнијих задатака након рата било обновити оштећене пруге и мостове, потом наставити грађење деоница започетих пре рата, а затим и изградити нову железничку мрежу у подручјима која до тада нису била повезана овом врстом саобраћаја. Улагања у изградњу пруга привукла су пажњу разних домаћих и иностраних предузећа. Међу првима појавиле су се мађарске фирме „СИС“ и Телефонска фабрика. Предузеће „СИС“ је испоручивало сигнале, подсигнале и путопрелазне бранике за железничке пруге и комплетне телефонске уређаје за железничке станице. Из Мађарске су већ од 1920. године склапани већ готови производи у монтажној механичарској радионици у Београду. Она је изграђена у Француској улицу број 61 у формираној индустријској зони на десној обали Дунава. Тиме су створени услови да се формира прва југословенска фабрика за телефонију, оптику и прецизну механику.
Она је званично пуштена у рад 22. априла 1922. године. То је био зачетак нове индустријске гране у Југославији − индустрија прецизне механике која је била огранак металне индустрије. Већински власник била је компанија Телефонске фабрике а. д. из Будимпеште која је откупила деонице фабрике „СИС“. Познати домаћи трговци и индустријалци су такође имали акције: Милан Вапа, Манојло Клидис, Светозар Влајковић, Милан Јечменица, Влајко Гођевац и други. Седиште се налазило у Француској 61, а прва редовна седница скупштине је одржана 11. маја 1922. године. Производни погон је обухватао разноврсне инструменте и сигнализацију. Након четири године производни програм се повећао па је почела производња акумулатора и радио-апарата.
Прави пробој фабрике на домаће тржиште десио се са развојем ваздушног саобраћаја. За десетак година у Краљевини Југославији је отворено шест фабрика авиона, две фабрике авио-мотора и више фабрика авио инструмената и падобрана. То је имало утицаја и на Прву југословенску фабрику за телефонију, оптику и прецизну механику па је она 1927. године почела почела производњу инструмената и уређаја за ваздухопловство. Једна од највећих препрека за бржи убрзани развој фабрике поред недостатка капитала био је недостатак стручног кадра. Почетком четврте деценије фабрика је у називу фабрике додат назив Телеоптик па је назив гласио Прва југословенска фабрика за телефонију, оптику и прецизну механику Телеоптик а. д. Неколико годину дана касније промењен је назив у Телеоптик а. д.
Развој фабрике условио је потребу за подизање нове зграде. Због тога је купљен плац у Земуну па је фабрика до краја јула 1939. пресељена из Београда. Земун који је пре Првог светског рата био погранични град, у међуратном периоду се брзо развијао. Постојао је велики број фабрика које су биле скоцентрисане близу десне обале Дунава, око железничке станице, Творничке улице (данас Александра Дубчека), Тошиног бунара и у Горњој вароши. Земун је 1934. године административно припојен Београду, а пуштањем у саобраћај Моста краља Александра спојене су лева и десна обала Саве чиме је физички спојен са Београдом. Годину дана касније пуштена је и трамвајска веза. Све је то имало утицаја да индустријалци из Београда почну инвестирати у Земун.
Фабрика је 1940. године прешла под контролу великог међународног концерна „Интернашонал стандард електрик корпорејшен Њујорк“ (International standard electric corporation NewYork) коју је чинио велики број предузећа за телекомуникације, оптику и прецизну механику у Европи и Америци. Све до Другог светског рата фабрика је успешно функционисала.

### Социјалистичка Југославија
За време Другог светског рата фабрика је израђивала производе за немачку авијацију и морнарицу. Седиште је и даље било у улици цара Душана, али је седиште фабрике било у Београду у улици краља Фердинанда 21 (данас кнеза Милоша).
Након ослобођења фабирка је национализована. Проширила је производња, а највише је производила за Команду Југословенског ратног ваздухопловства, фабрике Икарус и Утва. Педесетих година је радила је за велики број цивилних предузећа из сектора аутомобилске и моторне индустрије. У периоду од 1948 до 1951. године у фабрици је радио раднички техникум, специјализована школа за образовање техничара за ваздухопловну индустрију, која је касније припојена радничком техникуму фабрике Икарус. У другој половини XX века проширени су производни капацитети. Основан је наменски део фабрике „Телеоптик жироскопи” који ће 1985. године постати засебно предузеће.
Фабрика је после више година стечајног поступка 2007. године окончала рад.

## Галерија
- Фабрика 2018. године
- Фабрика 2018. године